# Starina
Starina é um município da Eslováquia, situado no distrito de Stará Ľubovňa, na região de Prešov. Tem 9,09 km² de área e sua população em 2018 foi estimada em 48 habitantes.

## Demografia
| Ano:        | 1994 | 2004    | 2014    | 2024    |
| ----------- | ---- | ------- | ------- | ------- |
| Broj ljudi: | 104  | 70      | 43      | 51      |
| Razlika:    |      | -32,69% | -38,57% | +18,60% |

| Ano:               | 2023 | 2024 |
| ------------------ | ---- | ---- |
| Número de pessoas: | 51   | 51   |
| Diferença:         |      | +0%  |